# 陳蔚嘉
陳蔚嘉（英語：Olive Chan Wai-ka，1978年5月30日—），香港民主派人士，曾任香港大埔區議會太和選區區議員。
2019年11月24日，陳蔚嘉首次參與區議會選舉，在太和選區以4,370票，擊敗得3,093票的鄭俊和，成功當選。
2021年10月8日，香港政府宣佈第三批(新界東)區議員宣誓結果，陳蔚嘉與其他15名民主派區議員一同被裁定宣誓無效，即時喪失區議員資格，並且在5年內不得參與各級選舉。

## 合組「大埔民主聯盟」
為打破親中派長期壟斷及控制地區資源，並為協助包含大量政治素人在內，有意角逐大埔區議會的民主派人士，遂建立聯合行動及協調平台，陳蔚嘉當時加入由香港民主派在大埔區組成的跨政大聯盟大埔民主聯盟。2019年香港區議會選舉中，17名聯盟成員共勝出16席，後來再加上譚爾培，一舉成為2020年新一屆大埔區議會最大黨派。

## 外部連結
- 陳蔚嘉 Chan Wai Ka（页面存档备份，存于）

| 議會席位      | 議會席位                                               | 議會席位 |
| ------------- | ------------------------------------------------------ | -------- |
| 前任： 鄭俊和 | 大埔區議會 太和選區區議員 2020年1月1日 — 2021年10月7日 | 空缺     |